# 声母
声母（せいぼ）は、中国語の漢字音の構成要素の一つ。音節の最初の部分。音声学上の頭子音であるが、音韻学では韻母のみで存在する漢字音は無いものと考え、ゼロ声母を設定する。

## 概説
現代の普通話にはゼロ声母を含めて22個の声母が設定されている。このうち3個は異音と見なすことができる。詳しくは同記事の声母の項を参照のこと。
古代の中国語の賦・古詩等では声母を一致させて複数の音節をつなげる｢畳声｣という表現技法も用いられたが、近体詩では韻母が重視される。
中古音において声母は五音三十六字母によって表された。現在では51の声母があったと言われている。
現代中国語（北京語）の漢字「光」の発音は、ピンインで guāng と表記され、声母を含む音節の構成は次のとおりである。
| 音節 |      |        |      |             |
| 声母 | 韻母 | 韻母   | 韻母 | 声調        |
| 声母 | 韻頭 | 韻腹   | 韻尾 | 声調        |
| 声母 | 介音 | 主母音 | 尾音 | 声調        |
| g    | u    | a      | ng   | 1（陰平声） |